# Matua valida
Espèce
Matua valida est une espèce d'araignées aranéomorphes de la famille des Gnaphosidae.

## Distribution
Cette espèce est endémique de Nouvelle-Zélande.

## Publication originale
- Forster, 1979 : The spiders of New Zealand. Part V. Cycloctenidae, Gnaphosidae, Clubionidae. Otago Museum Bulletin, vol. 5, p. 1-95.